# 村さ来

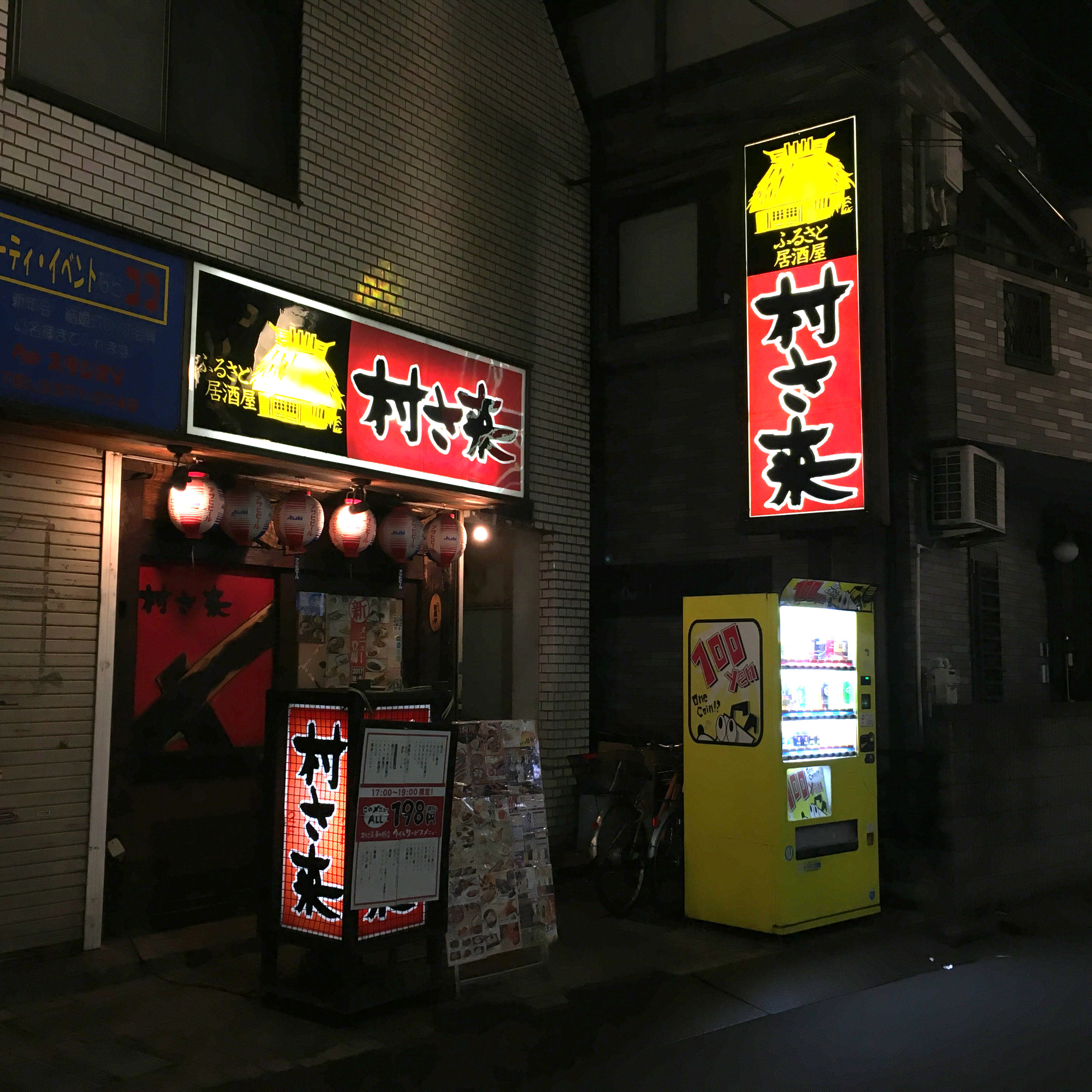
東中野店

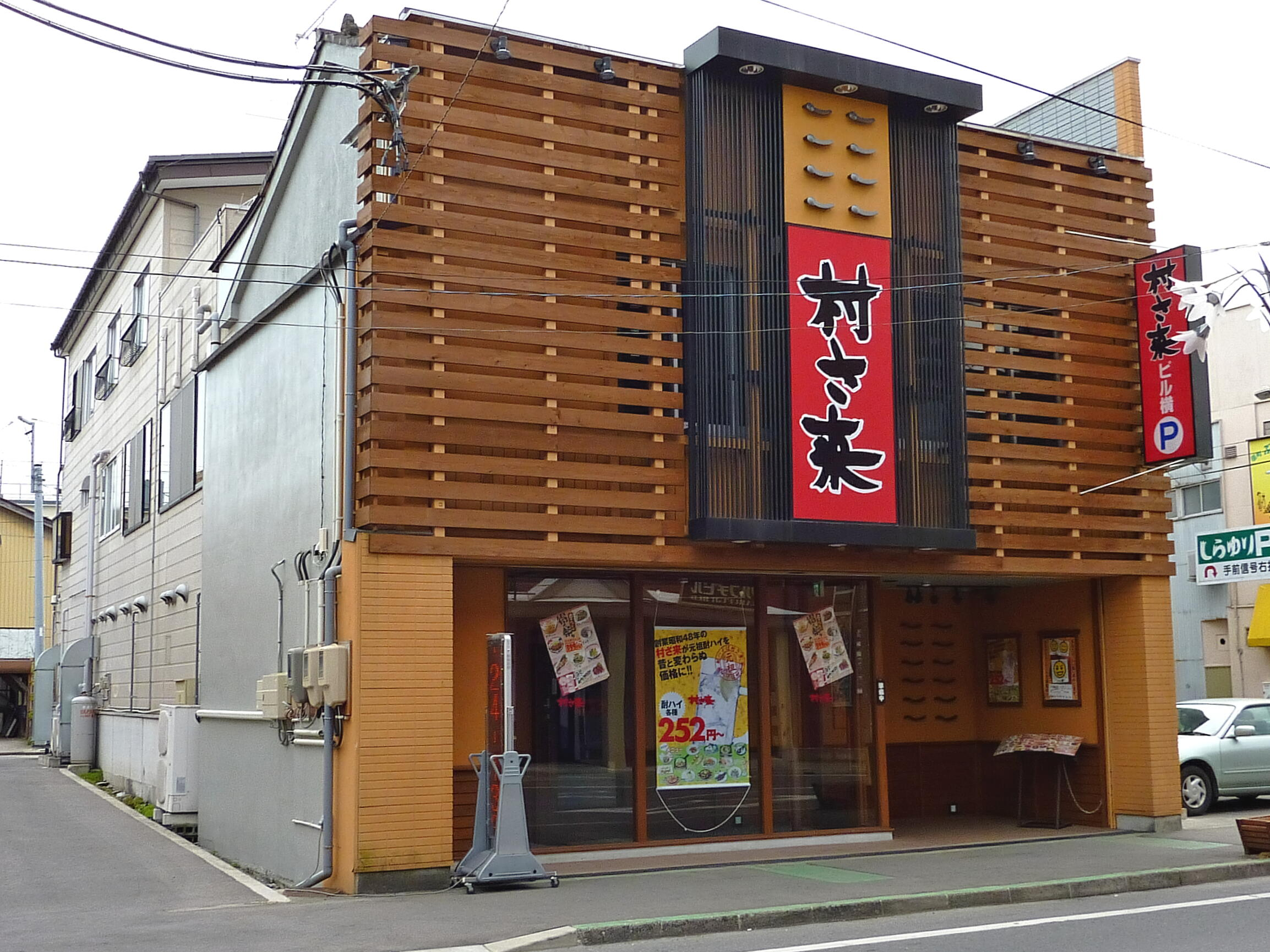
原町店

村さ来（むらさき）は、焼肉坂井ホールディングスがフランチャイズ展開する居酒屋ブランドの1つ。

## 概要
1973年、東京都世田谷区経堂の地に創業者である清宮勝一が出店。
当時、酎ハイは焼酎を炭酸で割っただけのものであったが、「村さ来」ではそれにシロップを加え多様な酎ハイのバリエーションを作った。1980年代にはシロップの酎ハイが若者の間でブームとなり、800店を超える全国居酒屋チェーンに成長する。
1976年9月、FC1号店を世田谷区代沢にオープンする。同年12月、株式会社日本料飲コンサルタンツを設立しフランチャイズ方式による多店舗展開を開始する。県毎に地区本部を設置して積極的な出店攻勢を行い、1982年と1983年の2年連続で年間100店舗を超える加盟店がFCに加入、1985年、地区本部全国網を完成させ全国チェーンとなる。1990年4月、会社名を株式会社村さ来本社（資本金1億4600万円へ増資）へ変更する。
しかし、FC加盟店舗数の増加に社内整備が追いつかず、バブル経済の崩壊と相まって経営が破綻し、FC加盟店舗数の減少が留まらず、1990年に消費者金融レイクの傘下となる。その後、1994年に冷凍食品等を製造・販売する株式会社加ト吉（現：テーブルマーク）の傘下に入る。
2009年8月、会社名をフードインクルーヴ株式会社（称号変更時点の社長は加藤清司）へ変更する。「村さ来」は、商号変更時点で「加ト吉」の100%子会社であり、「加ト吉」自身も2008年に日本たばこ産業（JT）に買収されているため、JTの孫会社となった。
2010年5月20日、外食チェーンや学習塾などを運営するジー・コミュニケーションがテーブルマークよりフードインクルーヴの全株式を取得、同7月1日、ジー・コミュニケーションの傘下に当たるジー・テイスト（現：焼肉坂井ホールディングス）がフードインクルーヴ株式会社を吸収した。店舗数220店舗（2010年3月期実績）。
かつてはつぼ八、養老乃瀧と並んで居酒屋業界「御三家」と呼ばれたが、次世代の「御三家」はモンテローザ、ワタミ、コロワイドとなった。

## 事業所
- 東京支社（東京都中央区）
- 関西支社（大阪府大阪市淀川区）